# Unwindia
Unwindia es un género extinto de pterosaurio ctenocasmatoideo basal (aunque otros análisis lo situarían en la familia Lonchodectidae,  del Cretácico Superior del nordeste de Brasil.
Es conocido a partir del holotipo SMNK PAL 6597, un cráneo parcial recuperado de rocas de la formación Santana de la Cuenca de Araripe, que data de la época del Cenomaniense. Fue nombrado por David M. Martill en el año de 2011 y la especie tipo es Unwindia trigonus. La longitud craneal se estima en 300 milímetros, lo cual podría indicar que tenía una envergadura de unos 3 metros. Esto podría hacer a Unwindia el mayor miembro conocido de Lonchodectidae así como la primera especie registrada en el hemisferio sur.